# Mamadou Bagayoko
Mamadou Bagayoko (n. 21 mai 1979, Paris, Franța) este un fotbalist malinez retras din activitate.